# Psyllotoxoides albomaculata
Psyllotoxoides albomaculata är en skalbaggsart som beskrevs av Stefan von Breuning 1961. Psyllotoxoides albomaculata ingår i släktet Psyllotoxoides och familjen långhorningar. Inga underarter finns listade i Catalogue of Life.